# Aníbal Giscão
Aníbal Giscão (em latim: Hannibal Gisco; década de 290 a.C.–260 a.C.) foi um comandante cartaginês durante a Primeira Guerra Púnica contra a República Romana. Seus esforços resultados sem resultados e sua derrota final precipitou sua queda e posterior execução. Seu filho, Asdrúbal Giscão, lutou na Segunda Guerra Púnica.

## Carreira militar
A primeira fonte histórica fala de Aníbal Giscão em 261 a.C. como general sob o comando da guarnição cercada pelos romanos na Batalha de Agrigento. Apesar da tenacidade demonstrada por Giscão e seus homens e da chegada de reforços liderados por Hanão, seu filho, a cidade ainda assim foi tomada pelos romanos. Aníbal conseguiu escapar para Cartago nos momentos finais da batalha, mas, aparentemente, sua derrota, devida muito mais à persistência do ataque romano do que à sua incompetência, não foi problema para que mantivesse seu comando. No ano seguinte, 260 a.C., regressou como almirante sob o comando da marinha cartaginesa no estreito de Messina. Os romanos estavam dispostos a lançar sua primeira frota e Cartago decidiu impedir. Giscão então derrotou e capturou o cônsul Cneu Cornélio Cipião Asina na Batalha das Ilhas Líparas, vitória sem significado estratégico, pois o grosso da frota romano continuou suas manobras nas águas vizinhas. Mais tarde, no mesmo ano, Giscão foi o primeiro almirante a sofrer os efeitos do Corvo, o novo sistema de abordagem naval romano. Confiando na superioridade naval de Cartago, dispôs seus navios na formação tradicional, em linha, antes da Batalha de Milas. Apesar de inexperientes em combates navais, os romanos, liderados por Caio Duílio, derrotaram de forma acachapante a frota cartaginesa, devido, principalmente, às suas táticas inovadoras.
Em 258 a.C., Giscão foi enviado para defender a Sardenha do ataque romano, mas foi facilmente derrotado pelo general romano Caio Sulpício Patérculo. Depois desta nova perda de confiança de seus superiores, Giscão foi executado por incompetência pouco depois, juntamente com outros generais cartagineses derrotados. Segundo algumas fontes, foi crucificado pelos seus próprios homens.